# Robert Mikovics

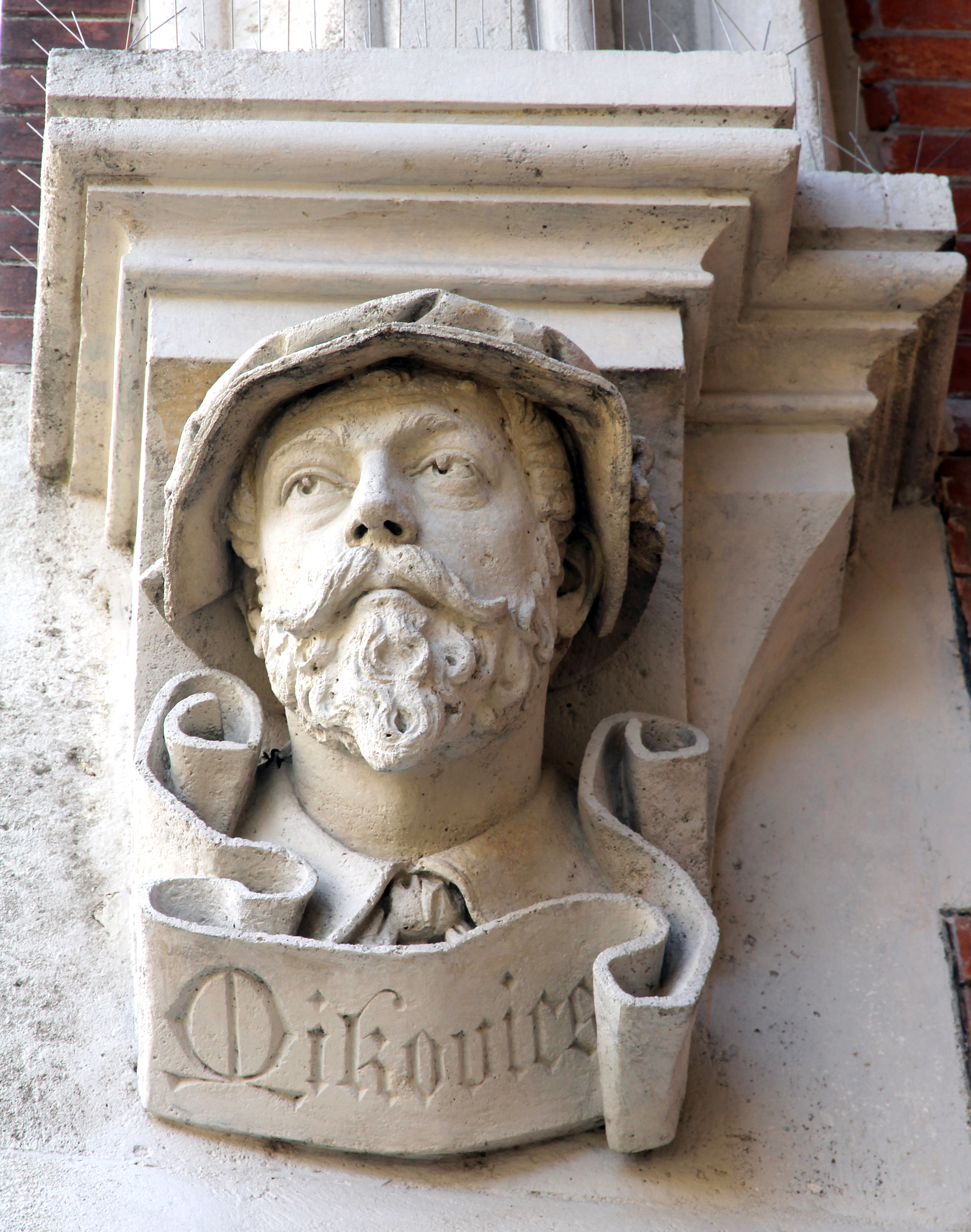
Portraitkopf ‚Robert Mikovics‘ am Nordportal der Herz Jesu Kirche in Graz

Robert Mikovics (* 1852 in Graz; † 2. März 1894 ebenda) war ein österreichischer Architekt und Baumeister.

## Leben
Robert Mikovics wurde am 21. Dezember 1852 in Graz geboren. Nach Abschluss der Technischen Hochschule in Graz arbeitete er zuerst im Atelier des Architekten Konrad Lueff, später beim Architekten August Ortwein, wo er bereits an kunsthandwerklichen Projekten arbeitete. 1877 machte sich Mikovics als Architekt und Stadtbaumeister selbständig und eröffnete sein eigenes Atelier. Im Jahr seiner Ateliersgründung trat Mikovics auch dem „Christlichen Kunstverein der Diöcese Seckau“ bei. Der damalige Obmann des Christlichen Kunstvereins war Johannes Graus, k. k. Conservator für Steiermark sowie Dozent für Kunstgeschichte und christliche Archäologie an der Theologischen Fakultät der Universität Graz. Johannes Graus war nicht nur „eine Autorität ersten Ranges auf dem Gebiet der kirchlichen Kunst“, sondern vermittelte Mikovics auch zahlreiche künstlerische Aufträge. In diesem Kontext entwarf und verfertigte Mikovics zahlreiche Altäre, Kanzeln, Kirchengeräte sowie auch profane Dekorationen. Die Vielseitigkeit seines Berufslebens zeigt sich auch in seiner Bauleitung zur Herz-Jesu-Kirche in Graz, die ihm von 1881 bis zur Fertigstellung im Jahre 1891 übertragen wurde. Die Pläne der Kirche im neugotischen Backsteinstil gehen auf den von Architekten Georg von Hauberrisser zurück. Mikovics wurde vom Bildhauer Hans Brandstetter mit einem Porträtkopf als Konsole am nördlichen Portal an der Herz-Jesu-Kirche dargestellt. Robert Mikovics war auch ein vielbeschäftigter Architekt, dessen Schaffen von der Errichtung und Umgestaltung von Kirchen, Kapellen und Profanbauten bis hin zur Neufassadierung zahlreicher Villen und Häuser in der Steiermark und Kroatien reichte. Als Kunstgewerbeschaffender, Lehrer und Illustrator trat er vor allem im Bereich der sakralen Kunst hervor. Die Palette von Mikovics Formensprache umfasste die im Historismus beliebten Stile der Gotik sowie der Renaissance mit barockisierenden Motiven. Die neuen Ideen des Jugendstils oder der Wiener Secession waren für Mikovics nie eine gedankliche Auseinandersetzung wert. Stattdessen blieb er ein traditioneller Künstler des Späthistorismus, der stets dem Geschmack seiner Auftraggeber verpflichtet blieb.

## Werke

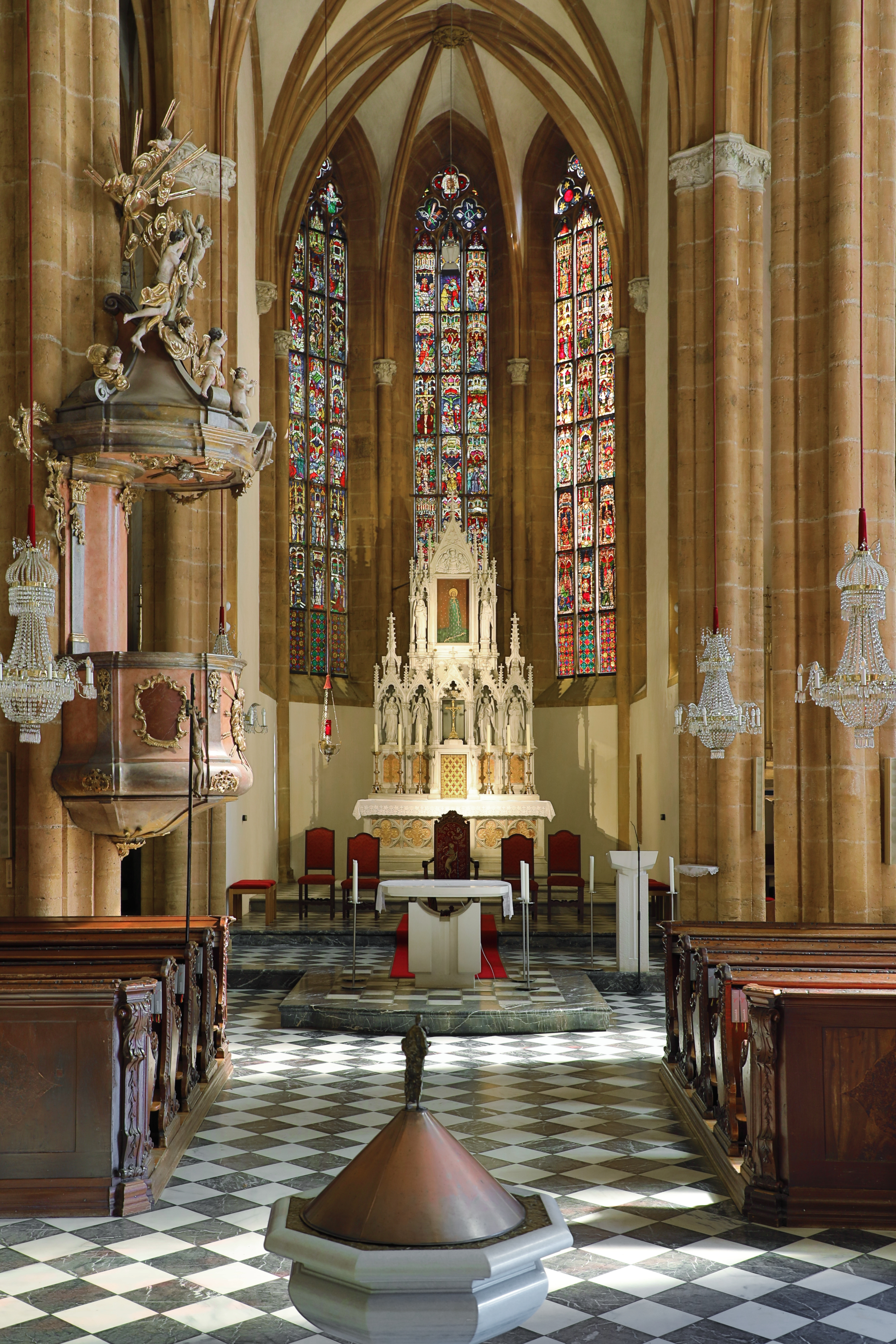
Neugotischer Hochaltar in der Wallfahrtskirche Maria Straßengel nach einem Entwurf von Robert Mikovics

- 1880: Grabkapelle für die Familie A. Liechtenstein in Wies
- 1885: Hochaltar aus weißem Marmor in der Wallfahrtskirche Maria Straßengel in Straßengel[1]
- 1888–1890: Neubau der Pfarrkirche Herz Jesu in neugotischen Formen in Grundlsee[1]
- 1890: Turmdach mit Achtecklaterne und Spitzhelm der Stadtpfarrkirche Mariä Geburt in Bruck an der Mur[1]
- 1890–1892: Neubau der Kirche beim Krankenhaus der Elisabethinen Graz
- 1891–1894: Erweiterungsbau nach Osten der Stadtpfarrkirche hl. Laurentius in Gleisdorf[2]
- 1891–1894: Erweiterungsumbau der Pfarrkirche Heiligenkreuz am Waasen
- 1892–1893: Neubau der Vinzenzkirche in Graz
- 1893: Neugotischer Hochaltar der Pfarrkirche hl. Oswald in Sankt Oswald bei Plankenwarth[1]